# Trận Ochakov
Cuộc vây hãm Ochakov (1788), còn được gọi là trận Ochakov thứ hai, là một trong cuộc giao tranh then chốt trong cuộc chiến tranh Nga-Thổ (1787-1792) diễn ra tại pháo đài Ochakov (nay là thành phố Ochakiv, Ukraine). Pháo đài này còn có tên tiếng Thổ Nhĩ Kỳ là "Özi Kuşatması" (có nghĩa?). Sau hơn 6 tháng vây hãm, quân viễn chinh Nga đã chiếm được pháo đài này từ tay quân thủ thành Ottoman.

## Chuẩn bị
Từ năm 1787, chiến tranh Nga-Thổ lại bùng nổ, xung quanh việc tranh chấp các lãnh thổ vùng biên giới giữa đế quốc Nga và đế quốc Ottoman mà ngày nay thuộc Ukraine. Năm 1788, nữ hoàng Ekaterina II (hay còn gọi là Ekaterina Đại đế) đã lệnh cho hoàng tử Grigory Potemkin và tướng Alexander Suvorov chỉ huy lực lượng viễn chinh Nga vây hãm một pháo đài mang tên Özi (người Nga gọi là Ochakov), lúc đó đang được trấn thủ bởi quân Ottoman do viên tướng người Thổ Cezayirili Gazi Hasan Pasha (người sau này sẽ trở thành thái tể của Ottoman từ năm 1790-1794) chỉ huy.
Ban đầu, tướng Suvorov đề xuất rằng quân Nga phải nhanh chóng tấn công pháo đài, trong khi tổng tư lệnh chiến dịch, hoàng tử Grigory Potemkin (một người thân cận với nữ hoàng Nga), yêu cầu bố trí lực lượng từng bước bao vây Ochakov, bắn phá cấp tập vào các công sự phòng thủ trước khi cắt đứt tiếp tế lương thực và đạn dược từ bên ngoài; đến lúc đó, lực lượng thủ thành của Hasan Pasha sẽ phải đầu hàng. Mặc dù chiến lược của Potemkin giúp tránh thương vong cho quân Nga, nhưng các binh sĩ lại đánh giá ông là người hèn nhát. Những lời tranh cãi giữa các tướng lĩnh Nga sẽ vẫn tiếp diễn cho đến khi cuộc vây hãm Ochakov hoàn tất.

## Diễn biến
Ngày 31/5/1788, cuộc giao tranh đầu tiên diễn ra tại Ochakov khi hải quân Thổ Nhĩ Kỳ đẩy lui lực lượng khinh hạm Nga khỏi khu vực phụ cận. Ngày 9/7 cùng năm, quân Nga tổ chức phản công quân Ottoman trên quy mô lớn và tiếp tục tập kích pháo đài. Đến ngày 18/7, quân Nga chiếm được đảo Pizerin_ một cứ điểm phòng thủ mang tính chiến lược của Ottoman. Lúc này, quân Nga đã kiểm soát được phần lớn các công sự bảo vệ Ochakov, đẩy quân thủ thành tại đây vào tình thế ngày càng khó khăn.
Vào ngày 27/7, trong một nỗ lực giải vây cho Ochakov, 5000 quân Janissaries của Ottoman đánh úp các phi đội kị binh Cossack của Nga do tướng Mikhail Kutuzov chỉ huy và buộc họ phải rút lui. Ngay sau đó, tướng Suvorov đích thân dẫn quân tiếp viện đến yểm trợ cho quân Cossack, đẩy lui được quân Ottoman và truy đuổi họ đến tận chân thành Ochakov. Tuy nhiên, cả hai tướng Suvorov và Kutuzov đã bị thương trong khi giao chiến (trong đó, tướng Kutuzov bị thương do bị mảnh đạn găm vào mắt).
Lúc này, Hasan Pasha xin viện trợ từ hạm đội Ottoman đóng tại Limans, nhưng lực lượng này đã bị đô đốc Nga Dmitry Senyavin tập kích và tiêu diệt trước đó, khiến quân trấn thủ Ochakov bị cô lập hoàn toàn.
Lúc đó, điều kiện chiến đấu của cả hai bên đều vô cùng gian khổ. Bệnh dịch bắt đầu bùng phát, còn thời tiết ở Ukraine ngày càng trên nên lạnh lẽo hơn khi mùa đông đến. Cuối cùng, Potemkin ra lệnh tập kích Ochakov theo đề xuất của Suvorov. Đêm ngày 6/12/1788 (tức ngày 17/12 theo lịch Gregory), quân Nga đã vào được bên trong pháp đài, bắt sống quan thủ thành Hasan Pasha và buộc toàn bộ quân Ottoman đầu hàng.

## Kết cục
Hơn 9500 quân Ottoman tử trận trong suốt 6 tháng diễn trước ngày Ochakov (Özi) thất thủ. Hơn 4000 người, trong đó có cả Hasan Pasha, bị bắt làm tù binh. Nhưng chỉ tính riêng cuộc tập kích ngày 6/12, hơn 20.000 quân Ottoman đã tử trận trong các cuộc giao tranh trên đường phố. Về phía quân Nga, 956 quân bị giết và đến 1829 người bị thương trong ngày cuối cùng của cuộc vây hãm. Chiến thắng của quân Nga tại Ochakov đã được ca ngợi trong một bài thở của Gavrila Derzhavin và trong tập thơ Te Deum của thi hào Ý Giuseppe Sarti.